# Odynerus antisrabensis
Odynerus antisrabensis är en stekelart som beskrevs av Giordani Soika. Odynerus antisrabensis ingår i släktet lergetingar, och familjen Eumenidae. Inga underarter finns listade i Catalogue of Life.